# Dinamo Bukareszt (piłka siatkowa)
CS Dinamo Bukareszt (rum. CS Dinamo București) – rumuński męski klub siatkarski z Bukaresztu założony w 1948 roku. Jest to jedna z sekcji klubu sportowego Dinamo Bukareszt.

## Nazwy drużyny
- -2004: Dinamo Bukareszt
- 2004-2005: Dinamo-Delta Bukareszt
- 2005-2006: Dinamo Bukareszt
- 2006-2007: Dinamo-Lemtrans Bukareszt
- 2007-: Dinamo Bukareszt

## Sukcesy
Mistrzostwo Rumunii:
- 1. miejsce (19x): 1953, 1958, 1972, 1973, 1974, 1975, 1976, 1977, 1979, 1980, 1981, 1982, 1983, 1984, 1985, 1992, 1994, 1995, 2025[1]
- 2. miejsce (5x): 1988, 1989, 2007, 2009, 2022[2]
- 3. miejsce (7x): 2006, 2008, 2010, 2011, 2012, 2014, 2020

 Puchar Europy Mistrzów Klubowych:
- 1. miejsce (3x): 1966, 1967, 1981
- 2. miejsce (3x): 1968, 1974, 1977
- 3. miejsce (1x): 1982

 Puchar Europy Zdobywców Pucharów:
- 1. miejsce (1x): 1979

 Puchar Rumunii:
- 1. miejsce (14x)

 Superpuchar Rumunii:
- 1. miejsce (2x): 2021, 2022